# 白川村 (宮城県)
白川村（しらかわむら）は、昭和29年（1954年）まで宮城県刈田郡の北東部に存在していた村。現在の白石市白川にあたる。

## 地理
- 河川：白石川

## 沿革
- 明治22年（1889年）4月1日 - 町村制施行にともない、犬卒塔婆村・内親村・小奥村・小下倉村・津田村の計5か村が合併して白川村が発足。
- 大正15年（1926年）3月29日 - 旧・小下倉村域を白石町に移管。
- 昭和29年（1954年）4月1日 - 白石町・大平村・大鷹沢村・越河村・斎川村・福岡村と合併し、白石市となる。

## 行政

### 歴代村長
| 代      | 氏名       | 就任                       | 退任                       | 備考 |
| ------- | ---------- | -------------------------- | -------------------------- | ---- |
| 1 - 5   | 遠藤久太郎 | 明治22年（1889年）4月23日  | 明治41年（1908年）2月5日   |      |
| 6       | 猪股茂吉   | 明治41年（1908年）2月6日   | 明治45年（1912年）2月5日   |      |
| 7       | 佐藤泰吉   | 明治45年（1912年）2月6日   | 大正4年（1915年）2月5日    |      |
| 8 - 9   | 家納清美   | 大正4年（1915年）2月6日    | 大正12年（1923年）11月28日 |      |
| 10      | 梶川文三郎 | 大正13年（1924年）1月21日  | 昭和3年（1928年）1月20日   |      |
| 11      | 家納清美   | 昭和3年（1928年）1月26日   | 昭和4年（1929年）7月19日   | 再任 |
| 12 - 13 | 平間林治   | 昭和4年（1929年）7月27日   | 昭和12年（1937年）7月26日  |      |
| 14      | 家納寿     | 昭和12年（1937年）11月18日 | 昭和16年（1941年）11月17日 |      |
| 15      | 梶川文三郎 | 昭和16年（1941年）12月25日 | 昭和19年（1944年）12月21日 |      |
| 16      | 平間林治   | 昭和19年（1944年）12月31日 | 昭和21年（1946年）11月29日 |      |
| 17      | 小熊計太郎 | 昭和22年（1947年）4月5日   | 昭和23年（1948年）6月5日   |      |
| 18 - 19 | 佐藤勇市   | 昭和23年（1948年）7月28日  | 昭和29年（1955年）3月31日  |      |

## 教育
- 白川村立白川小学校
- 白川村立白川中学校

## 交通

### 鉄道
- 国鉄東北本線：北白川駅